# Sữa ong chúa

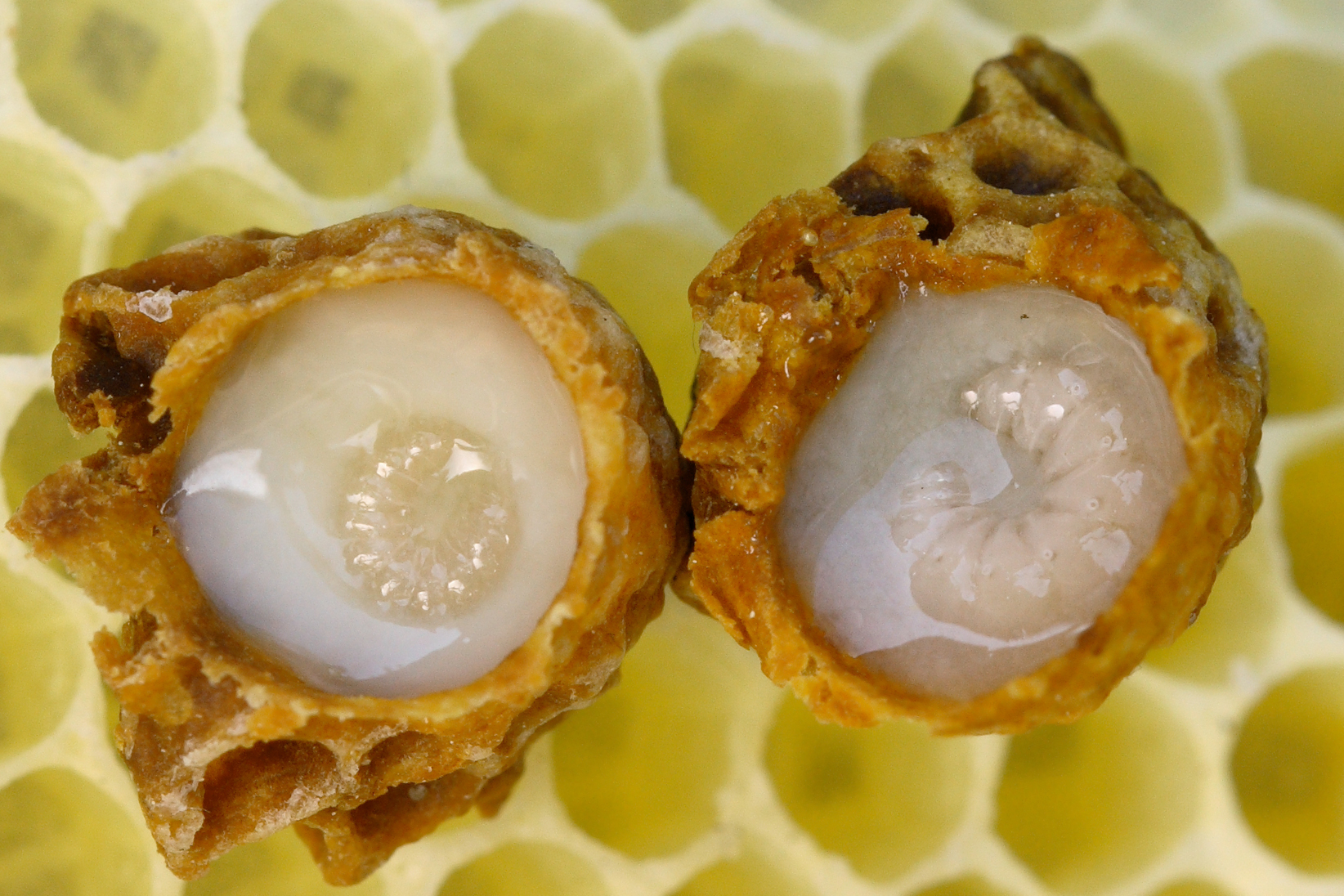
Sự phát triển của ấu trùng bên trong sữa ong chúa

Sữa ong chúa là chất tiết ra từ ong mật được dùng làm chất dinh dưỡng nuôi ấu trùng, cũng như ong chúa trưởng thành. Sữa ong chúa được tiết ra từ các tuyến trong hầu dưới của ong thợ và nuôi dưỡng tất cả ấu trùng trong đàn, bất kể giới tính hay vị thế.
Trong quá trình một tổ ong đang tìm ra ong chúa mới, ong thợ sẽ kiến tạo tế bào ong chúa đặc biệt. Ấu trùng trong các tế bào này được cho ăn nhiều sữa ong chúa. Kiểu cho ăn này kích hoạt sự phát triển hình thái của ong chúa, bao gồm cả buồng trứng phát triển đầy đủ cần thiết để đẻ trứng.
Sữa ong chúa được bán rộng rãi trên thị trường như một loại thực phẩm chức năng. Đây là một loại thuốc thay thế thuộc danh mục liệu pháp châm nọc ong. Năm 2010, tại Hoa Kỳ, Cục Quản lý Thực phẩm và Dược phẩm đã có hành động pháp lý chống lại các công ty sử dụng tuyên bố vô căn cứ về lợi ích sức khỏe để tiếp thị sản phẩm sữa ong chúa. Các nghiên cứu được thực hiện kể từ đó đã phát hiện ra sữa ong chúa có khả năng tăng cường sản xuất collagen, giãn mạch, giảm tác động của hội chứng tiền kinh nguyệt, và như một phương pháp điều trị sau mãn kinh ở người, và chống lại bệnh Alzheimer ở động vật.

## Ảnh hưởng đến sức khỏe con người
Nhưng điều đáng chú ý là sữa ong chúa chứa hormon và các chất đặc biệt có tác dụng củng cố và tăng cường sức khoẻ con người. Nó là thuốc rất bổ đặc biệt đối với người già, suy nhược, thiếu máu... Có nghiên cứu cho thấy trẻ em ăn nhiều sữa ong chúa sẽ dậy thì sớm hơn so với trẻ em cùng lứa.
Sữa ong chúa chứa một tỷ lệ đáng kể của protein, amino acid, lipid, vitamin và đường, và cũng có nhiều giá trị dinh dưỡng và dược lý.
Cụ thể, thành phần của nó bao gồm: protein, 22 loại amino acid, lipid (chủ yếu là acid béo 10-DHA), carbohydrate (chủ yếu là đường glucose, fructose), các vitamin (vitamin B1, vitamin B2, vitamin B3, vitamin B5, vitamin B6, vitamin B9,vitamin C, vitamin H, Inositol...) và các chất khoáng (K, Ca, Mg, Cu, Fe, Zn, Se, Li, Ga...). Sữa ong chúa không có các vitamin A, D, E và K.
Trong thực tế, các nghiên cứu khoa học đã chứng minh số lợi ích của sữa ong chúa với sức khỏe con người. Tuy nhiên, một số thí nghiệm trong phòng và trên cơ thể người cho thấy::
- Chất hoạt động làm giãn mạch và làm hạ huyết áp;
- Chất hoạt động làm giảm cholesterol;
- Chất chống ung thư.

Những lợi ích của sữa ong chúa với phụ nữ sau mãn kinh cũng được một nghiên cứu lâm sàng Nhật Bản đề cập, vì liên quan đến việc sản xuất estrogen. Tuy nhiên, kiến thức về tác động của loại thuốc trong dài hạn khi sử dụng sữa ong chúa lâu dài với phụ nữ sau mãn kinh, cũng như con người nói chung, vẫn chưa biết được đầy đủ .
Về những tác động tiêu cực có thể có sức khỏe con người, chỉ có một trường hợp viêm đường ruột liên quan đến tiêu chảy đã được báo cáo tại Nhật Bản vào năm 1997 sau khi dùng sữa ong chúa hàng ngày với liều lượng 10 ml trong vòng 25 ngày trên một người phụ nữ cao tuổi. Trường hợp này, liên quan đến tiêu thụ quá mức của sữa ong chúa, và không hấp thụ được hết.